# Sigilo profissional
Sigilo profissional trata da manutenção de segredo para informação valiosa, cujo domínio de divulgação deva ser fechado, ou seja, restrito a um cliente, a uma organização ou a um grupo, sobre, uma vez que a ele é confiada a manipulação da informação.
Diz-se que o sigilo profissional vai até o limite da transgressão de uma Lei, ou seja, o profissional deve guardar todas as informações a que tiver acesso, ou vir a tomar conhecimento, em razão de sua actividade profissional, mas aquelas que não são criminosas, sob pena de ser enquadrado em algum crime contra a sociedade.
Um bom código de ética prevê sempre o sigilo profissional para a função desempenhada.
O conceito de sigilo profissional tem evoluído ao longo dos tempos. Durante o período Hipocrático, não era considerado como um direito do paciente, mas antes um dever do médico, no entanto, estava sujeito a um processo de "blindagem" forte, pelo que se equiparava ao segredo da confissão. Não existiam neste período quaisquer bases jurídicas capazes de proteger o doente. Durante o século XIX, houve um gradual processo de desconstrução da blindagem existente até aí, aproximando-se o sigilo profissional da esfera jurídica, pelo que poderia ser facilmente revogado sempre que qualquer autoridade o pretendesse.
No século XX emerge uma nova preocupação pela protecção do sigilo profissional, passando a estar consagrado no âmbito do direito do cidadão (não apenas como dever do profissional), sendo protegido na constituição da República Portuguesa, Convenção sobre os direitos do Homem, e vários códigos deontológicos, bem como no código Civil e Penal. Desta forma a defesa do sigilo profissional passa a ser tanto um direito como um dever. Transcende também a esfera médica, pelo que ficam obrigados a respeitá-lo todo o pessoal com acesso directo ou indirecto a informação de carácter confidencial, devido à sua profissão/função.